# 斯琴格日乐
斯琴格日乐（1968年12月18日—，又譯斯琴格日勒），包姓，蒙古语的意思是「智慧之光」，生于内蒙古锡林郭勒盟镶黄旗，蒙古族歌手及诗人。

## 簡介
- 1999年-2005年连续参加中央电视台春节联欢晚会，分别演唱《新年好》、《老人祝酒歌》、《暖吉雅》、《美丽的草原我的家》等歌曲
- 2000年，签约正大国际音乐制作中心、合同唱片约五年三张，经济约七年，同年录制首张唱片，并开始在全国各地演出
- 2001年，发行首张个人唱片《新世纪》在各大音乐奖项赢得最佳新人，最佳唱片，最佳金曲等奖项，同年与臧天朔发生情感危机
- 2003年，发行第二张个人专辑《寻找》，风格转型硬朗摇滚，公司定位“亚洲摇滚新天后”，唱片销量不佳，此年与蒙古族音乐人图力古尔相恋。
- 2005年，发行第三张个人专辑《我自己》，斯琴格日乐担任作词、作曲、编曲、制作、演奏、演唱等多项工作，风格转型为偏流行，仍然包含民族元素，唱片销量一般
- 2006年10月在北京星光现场举办个人演唱会，与正大国际唱片公司续约
- 2007年9月，在北京网球中心举办个人演唱会
- 2007年担任香港佛教文化产业--佛教音乐委员会委员（佛乐演唱委员组）、佛乐大使
- 2009年春晚与徐子葳、廖昌永、冯瑞丽演唱《中国之最》
- 2009年12月在北京展览馆举办个人演唱会
- 2011年“天堂草原锡林郭勒那达慕大会开幕式”献唱歌曲《锡林河》
- 2012年12月18日发行个人第四张专辑《山泉》
- 2013年3月25日携乐队参加北京昌平草莓炫舞音乐节
- 2013年4月26日携乐队参加海口金岛音乐节
- 2013年5月6日出席CCTV争奇斗艳蒙古族总决赛并现场演唱歌曲
- 2013年6月4日录制暖系列微电影
- 2013年7月20日携乐队参加沽源湿地音乐节
- 2013年9与26日出席时尚健康粉红丝带活动现场
- 2013年12月31日携乐队参加广东卫视跨年演唱会直播
- 2014年6月携仙人掌乐队坐镇河北卫视大型选秀节目《中华好民歌》任音乐总监
- 2014年6月参加庆祝澳门回归周年演出
- 2014年7月参加中国文联送欢乐下基层慰问五家渠和那拉提演出
- 2015年1月在泰州举办《我的梦离你有多远》专场演出
- 2015年4月出版个人首部自传《我的梦离你有多远》

## 参与乐队
- 苍鹰
- 骑士
- 病医生
- 超载
- 朋友

### 代表作品
- 《山歌好比春江水》
- 《两只小山羊》
- 《蓝瓦顶的寺庙》
- 《寻找》
- 《新世纪》
- 《我自己》
- 《春天来了》
- 《勇气》
- 《别让我猜》
- 《早已经习惯了》
- 《山泉》
- 《新娘》
- 《请到蒙古草原来》
- 《黑缎子坎肩》
- 《酒歌》
- 《草原，草原》
- 《金珠》
- 《掀起你的盖头来》
- 《燕子》
- 《忠实的心儿想念你》
- 《恰珠哩》
- 《小草》
- 《驼羔之歌》
- 《在那东山顶上》
- 《桔梗谣》
- 《喃达汗》
- 书籍：《我的梦离你有多远》

### 其他正式灌錄歌曲
- 「蒙古骑士」：收錄於1994年專輯《摇滚九四》
- 「雨街」：收錄於2000年新蜂音乐專輯《2/5》
- 「早已习惯」：收錄於2000年新蜂音乐專輯《2/5》
- 「山歌好比春江水」：收錄於2002年臧天朔專輯《山歌好比春江水》
- 「蝴蝶泉边」：收錄於2002年臧天朔專輯《山歌好比春江水》
- 「喀秋莎&小路」：收錄於2002年臧天朔專輯《山歌好比春江水》
- 「敖包相会」：收錄於2002年臧天朔專輯《山歌好比春江水》
- 首张个人专辑《新世纪》包含10首歌曲
- 个人专辑《寻找》包含11首歌曲
- 个人专辑《我自己》包含11首歌曲#此张专辑为蒙汉双语发行#
- 个人专辑《山泉》包含10首歌曲，其中特别收录妹妹斯琴塔娜一首《当我想家的时候》

### 曾经合作的部分乐手
- 吕学东：吉他手
- 阿古：鼓手
- 图力古尔：键盘手
- 高旗：吉他手\主唱
- 吕学东：吉他手
- 关菲：股手
- 赵云翔：贝司手
- 李桐：吉他手
- 满德呼：马头琴手
- 金山：马头琴手
- 塞汗：吉他手
- 马克塔乐：主唱
- 苏伯岱：键盘手
- 文智涌：小号手
- 布仁特古斯：马头琴手
- 王鹏飞：鼓手
- 贾辰：吉他手
- 张域：键盘
- 艾仔麦提：打击乐
- 伊立儿：打击乐
- 艾克拜尔：吉他／贝斯／主唱
- 贡布多杰：特色乐器
- 穆热阿勒：冬不拉

### 星路历程
- 2000年5月   签约正大国际音乐制作中心
- 2000年11月   首张个人专辑《新世纪》发行
- 2000年度   获“雪碧我的选择中国原创音乐流行榜”2000年度十大金曲最佳新人奖、凤凰卫视歌手上升最快奖。
- 2000年度十大金曲最佳新人奖、“中国原创音乐排行榜”。
- 2000年度十大金曲奖（新世纪）、北京音乐台“中国歌曲排行榜”。
- 2000年度十大金曲奖(新世纪)及最佳新人奖、湖南卫视本土音乐MTV大奖赛最佳新人奖。
- 2000年度最佳新人奖及最佳创作歌手奖、“中国原创歌曲总评榜”。
- 2000年度十大金曲奖（新世纪）及最佳新人奖、中央人民广播电台“中国流行歌曲榜”。
- 2000年度最佳新人奖、第八届“上海东方风云榜”十大金曲东方新人奖、CCTV-MTV音乐盛典内地最具潜力歌手奖。
- 2001年 获Channel[V]“华语榜中榜”2000年度最佳新人奖。
- 2001年4月   担任柯达最新数码多媒体产品MC3形象代言人
- 2001年5月   专辑《新世纪》在台湾地区上市
- 2002年   “广西南宁国际民歌节十大金曲奖”。
- 2003年   “金唱片奖最佳摇滚女艺人”奖、参加MTV音乐台“时尚盛典”颁奖晚会。
- 2003年8月   第二张专辑《寻找》发行
- 2003年   “内地最具风格摇滚女艺人”、获“中国原创金曲奖政府奖一等奖”。
- 2004年   “中央人民广播电台华夏金曲榜最佳创作歌手奖”、“十大金曲奖”。
- 2005年4月   参加首都大学生创建绿色奥运公益活动
- 2005年5月   担任全国影视歌手大赛形象代言人
- 2005年7月   第三张专辑《我自己》发行
- 2005年9月   参加中央西藏成立四十周年纪念晚会
- 2005年9月   参加中泰建交30周年大型晚会
- 2005年9月   参加公安部〈绿色的家〉公益歌曲MTV拍摄
- 2005年10月   参加第八届世界华商大会
- 2005年8-11月   出演纪念成吉思汗诞辰800周年央视大戏“东归英雄传”
- 2006年10月在北京星光现场举办个人演唱会，与正大国际唱片公司续约
- 2007年9月，在北京网球中心举办个人演唱会
- 2007年担任香港佛教文化产业--佛教音乐委员会委员（佛乐演唱委员组）、佛乐大使
- 2009年春晚与徐子葳、廖昌永、冯瑞丽演唱《中国之最》
- 2009年12月在北京展览馆举办个人演唱会
- 2011年“天堂草原锡林郭勒那达慕大会开幕式”献唱歌曲《锡林河》
- 2012年12月18日发行个人第四张专辑《山泉》
- 2013年3月25日携乐队参加北京昌平草莓炫舞音乐节
- 2013年4月26日携乐队参加海口金岛音乐节
- 2013年5月6日出席CCTV争奇斗艳蒙古族总决赛并现场演唱歌曲
- 2013年6月4日录制暖系列微电影
- 2013年7月20日携乐队参加沽源湿地音乐节
- 2013年9与26日出席时尚健康粉红丝带活动现场
- 2013年12月31日携乐队参加广东卫视跨年演唱会直播
- 2014年6月携仙人掌乐队坐镇河北卫视大型选秀节目《中华好民歌》任音乐总监
- 2014年6月参加庆祝澳门回归周年演出
- 2014年7月参加中国文联送欢乐下基层慰问五家渠和那拉提演出
- 2015年1月在泰州举办《我的梦离你有多远》专场演出
- 2015年4月出版个人首部自传《我的梦离你有多远》

## 脚注
1. ↑  “斯琴”（Sečen）意思是“智慧”（《蒙汉词典》，内蒙古大学蒙古学研究院蒙古语文研究所编，内蒙古大学出版社1999年出版，第893页）；“格日乐”（gerel）意思是“光芒”（《蒙汉词典》，762页）。